# 大戏法 (电视剧)
《大戏法》，根据不系舟的小说《大戏法》改编而成的中国大陆电视剧，2012年1月1日在中国中央电视台电视剧频道播出。

## 剧情
中国戏法，到清朝灭亡之时，已经形成三派，北方“沈家堂彩”、“莫氏手彩”、南方“鬼道戏法”，大日本帝国这时候已经渗入中国大陆各个角落，意图拿到《神仙戏术》秘籍，他们在天津兴风作浪，挑起中国戏法派系纷争，袁世凯儿子袁克定也喜欢文艺，戏法艺人在官僚和日本人的夹缝里求生存，沈家堂彩掌门人沈万奎带领中国戏法传人展开了和他们的殊死斗争。

## 演出
| 演员     | 角色             | 备注 |
| 巍子     | 沈万奎           |      |
| 余少群   | 高来宝（莫无形） |      |
| 余少群   | 耿杰（莫希声）   |      |
| 邓丽欣   | 沈欣萍           |      |
| 张洪睿   | 司徒坤           |      |
| 路晨     | 司徒瑾           |      |
| 涩谷天马 | 武藤章           |      |
| 黄勐     | 齐三             |      |
| 刘文治   | 楚天爷子         |      |
| 李婳     | 小桃红           |      |
| 黄娟     | 巧莲             |      |
| 吴庆哲   | 楚平             |      |
| 孙聪     | 宝容             |      |
| 马文龙   | 宝琦             |      |
| 边潇潇   | 郑毓敏           |      |
| 石小满   | 金大人           |      |

## 電視劇歌曲
| 曲序 | 曲目                 |            | 作曲 | 演唱者 |
| ---- | -------------------- | ---------- | ---- | ------ |
| 1.   | 《爱太难》（主题曲） | 柳依、舒楠 | 舒楠 | 孙楠   |

## 制作
魔术师刘谦担任魔术总导演。
该剧在辽宁省旅顺市闯关东影视基地取景。